# Good Girls (Elle King)
Good Girls è un singolo di Elle King, pubblicato nel 2016 e utilizzato come brano portante per la colonna sonora del film Ghostbusters.